# Diaphanogryllacris annulata
Diaphanogryllacris annulata är en insektsart som först beskrevs av Brunner von Wattenwyl 1888.  Diaphanogryllacris annulata ingår i släktet Diaphanogryllacris och familjen Gryllacrididae. Inga underarter finns listade i Catalogue of Life.